# Selunbahn

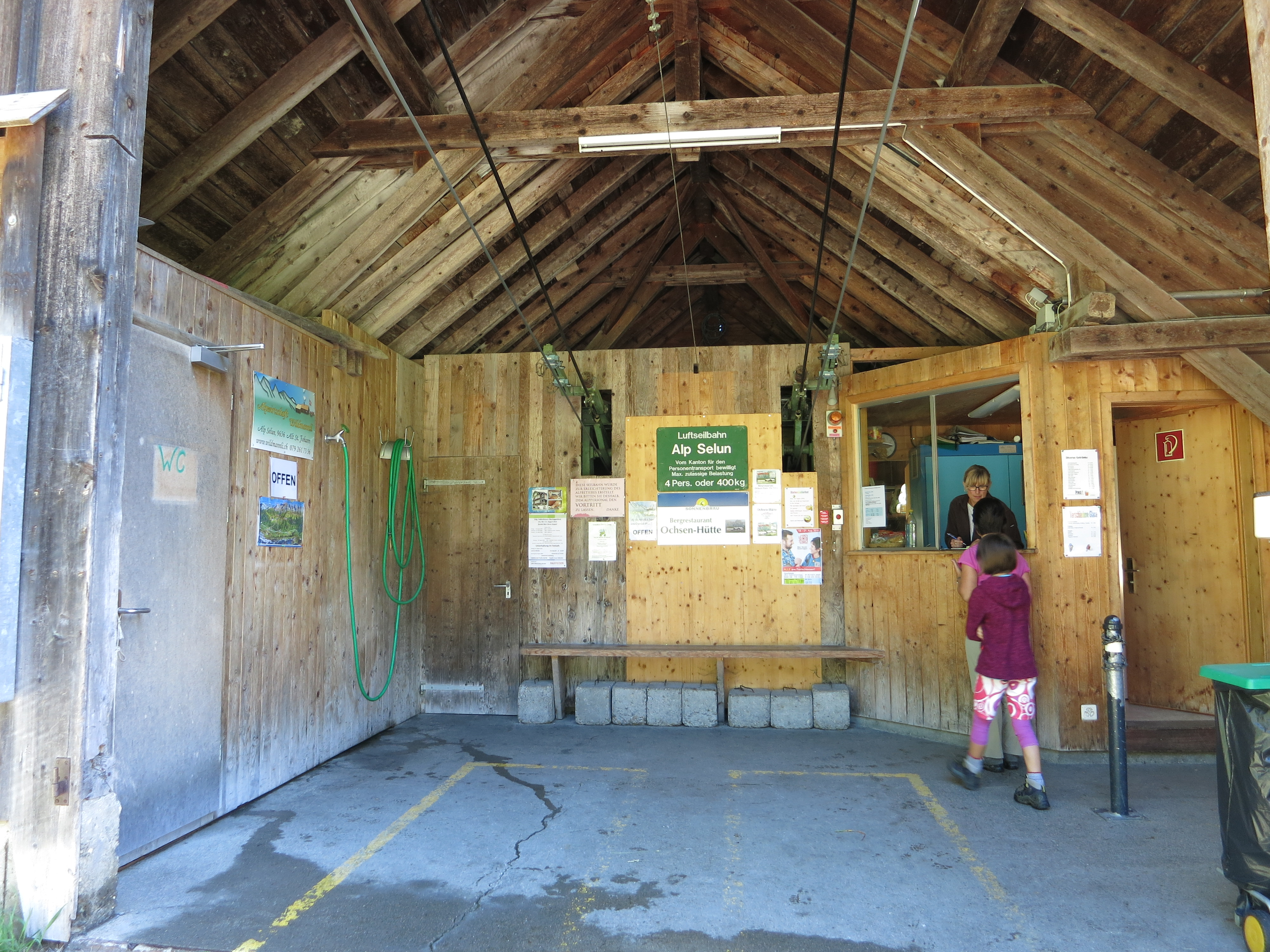
Talstation

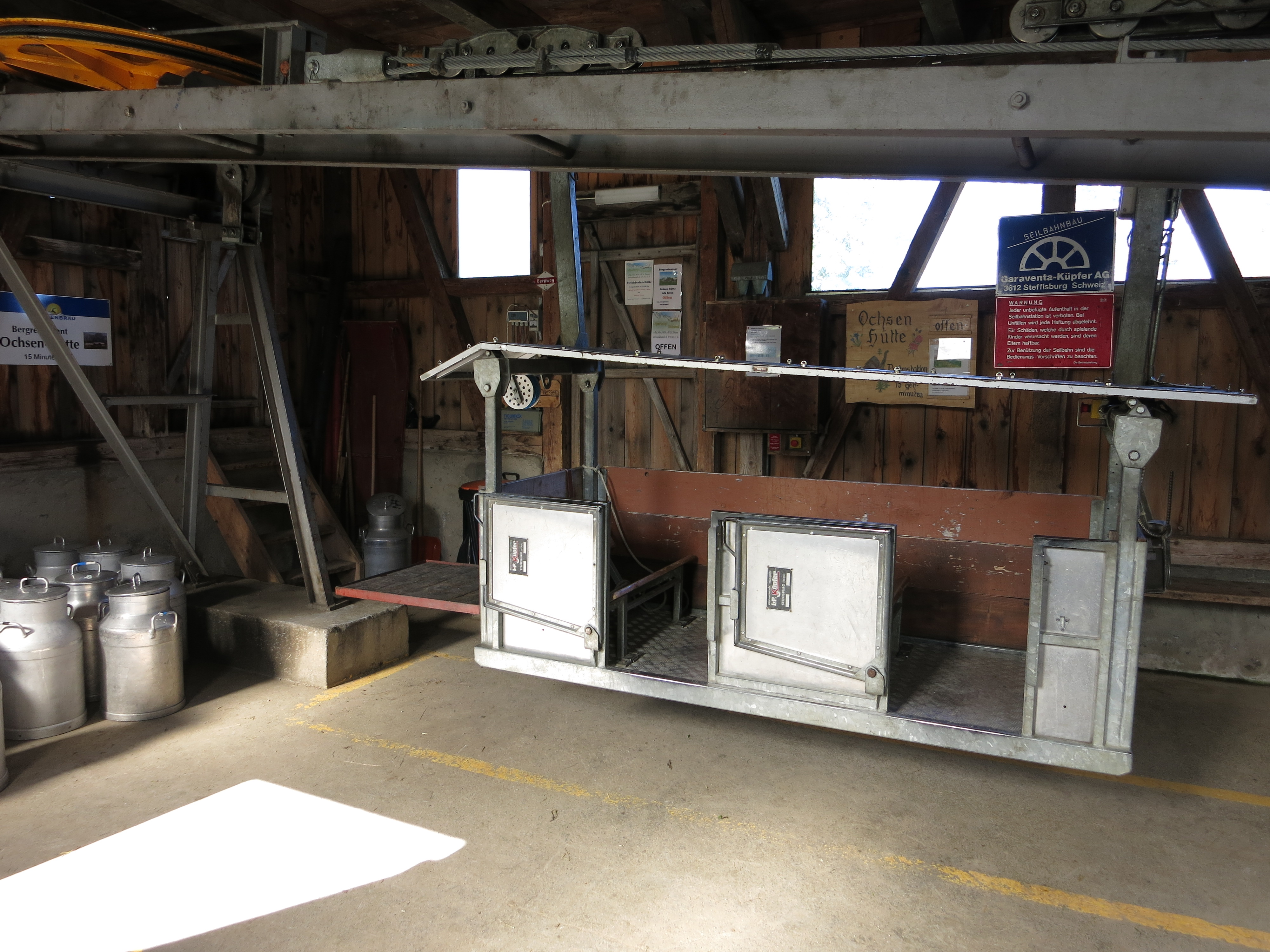
Bergstation

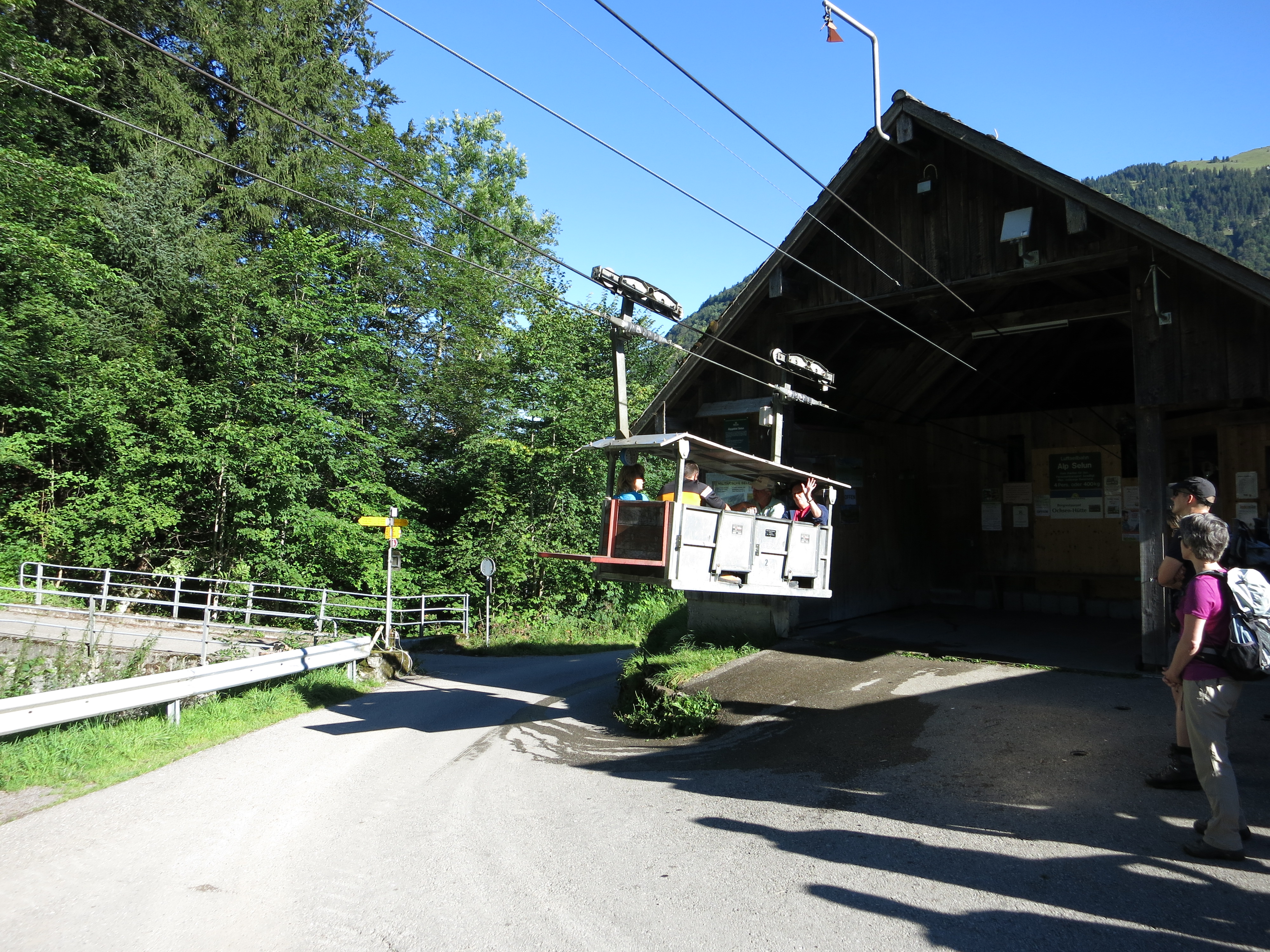
Eine Gondel bei der Talstation

Die Selunbahn ist eine Kastenbahn («Kistenbahn») alter Bauart im Kanton St. Gallen, Schweiz, die aus dem Tal der Thur auf die Alp Sellamatt führt. 
Die Talstation befindet sich bei Starkenbach im Toggenburg, die Bergstation im Alpgebiet in der Nähe des Wildenmannlislochs, wo ein direkter Wanderweg auf den Berg Selun hinaufführt, ein längerer Bergweg im Westen auf den Leistchamm. Der Toggenburger Höhenweg (Nr. 48), ein Wanderweg von Wanderland Schweiz, führt an der Bergstation vorbei.